# خاميس ديفيس بوريكو
خاميس أنتوني ديفيس بوريكو (بالإسبانية: James Anthony Davis Borikó)‏ هو لاعب كرة قدم غيني استوائي في مركز الهجوم ولد في يوم 5 يوليو 1995 في مدينة بالما في إسبانيا، يلعب حالياً مع نادي ريال مايوركا وسبق له اللعب مع نادي أتلتيكو بالياريس، كما لعب مع منتخب غينيا الإستوائية لكرة القدم ويبلغ طوله 172 سم.

## روابط خارجية
- خاميس ديفيس بوريكو على موقع ناشيونال فوتبول تيمز (الإنجليزية)
- خاميس ديفيس بوريكو على موقع Soccerbase.com (لاعب) (الإنجليزية)
- خاميس ديفيس بوريكو على موقع Soccerway.com (الإنجليزية)
- خاميس ديفيس بوريكو على موقع AS.com (الإسبانية)